# 石川康子
石川 康子（いしかわ やすこ、1958年 - ）は、東京都出身のノンフィクション作家。博士。夫は石川清。

## 来歴
1958年東京都生まれ。1982年獨協大学外国語学部ドイツ語学科卒業後、ドイツ・フランクフルト在住（赤井電機勤務）。結婚退職後イタリア・フィレンツェに在住。帰国後、3人の娘を育てながら、東京都立大学人文学部独文学科卒業。2002年、同大学院人文科学研究科独文学修士課程修了。東京農業大学大学院農学研究科食品栄養学専攻（特待生）から同大学院農学研究科農芸化学専攻に編入し、途中中退。2009年、順天堂大学大学院医学研究科（免疫学）博士課程修了。
2020年現在、株式会社ビーベスト代表取締役（2000年設立）。サプリメントの製造販売。機能性食品や食品免疫学をテーマに予防医学に取り組む一方で、ノンフィクション作家、翻訳家として活動。2012年からヴェネツィア室内合奏団をイタリアのヴェネツイァから毎年招聘し、イタリアと日本との音楽の架け橋となる芸術活動を続ける。2013年、一般社団法人日本アブルッツォ協会を設立し、日本で初めてイタリアのアブルッツォ州について紹介する活動を始めた。アブルッツォ州の認知度を高める活動開始。2014年、自宅1階に蕎麦処「くに作」開店。2016年、自宅3階に曾祖父で戦前、歌会はじめの選者にもなった九州大分県宇佐市生まれの和泉白泉の俳画とコレクションを集めて私邸白泉美術館開館。
2019年からそば処「くに作」にて月1回、「森の音楽会」主催し、音楽大学生の演奏の場として提供。

## 出版

### 著書
- 『原智恵子　伝説のピアニスト』（KKベストセラーズ2001年）この本は、2003年にTBS「世界ふしぎ発見」で一時間番組となる。
- 『御木本澄子　幸せの旋律』(世界文化社2009年)
- 『もうひとりのゲーテ』(共訳・法政大出版2001年)
- 『アレルギー疾患の緩和にビーポーレン』(ハート出版2009年)
- 『あなたの知らないイタリア　ミステリアスガイドアブルッツォ』(世界文化社2013年)この本は2013年9月24日の読売新聞朝刊(全国版）の「顔」のコーナーで紹介される。
- 『Mysterious Abruzzo』（上記の英語版　ビーベスト社2015年）
- 『白泉物語』（ビーベスト社2016年）なぜ白泉美術館を開設したかという内容。
- 『くに作物語』（ビーベスト社2019年）なぜ自宅１階に蕎麦屋を開店したかという内容。

### 雑誌
- 「骨董のあるくらし」平凡社別冊太陽(1995年)
- 「優雅で感傷的な最終楽章　原智恵子」新潮45、新潮社(1996年)
- 「男になれなかった文豪ゲーテの息子」新潮45、新潮社(2000年)
- 「ゲーテのゴシック建築観」（修士論文2002年）
- 「ビーポーレンの受容と解明の歴史」Food　Syle21食品化学新聞社(2004年)

### 論文
- 「脳を健康に保つサプリメント・イチョウ葉エキス」Food　Syle21食品化学新聞社(2005年)、『Inhibitory Effect of Honeybee-Collected Pollen on Mast Cell Degranulation in vivo and in vitro』Journal of Medicinal Food 2008.Mar;11(1):12-20 (博士論文2008年）、
- 『Lipid-soluble components of Honeybee-Collected Pollen exert anti-allergic effect by inhibiting IgE-mediated mast cell activation in vivo』：Phytotherapy Research ビーポーレンの脂溶性画分における抗アレルギー作用の検討(2009年)

## 受賞歴
- 2020年 第47回プレミオスルモーナ国際文学賞受賞[3][4]